# Рансько
Рансько (пол. Rańsko, нім. Reinzig) — село в Польщі, у гміні Пщев Мендзижецького повіту Любуського воєводства.
Населення — 47 осіб (2011).
У 1975-1998 роках село належало до Гожовського воєводства.

## Демографія
Демографічна структура станом на 31 березня 2011 року:
|          | Загалом | Допрацездатний вік | Працездатний вік | Постпрацездатний вік |
| -------- | ------- | ------------------ | ---------------- | -------------------- |
| Чоловіки | 23      | 7                  | 15               | 1                    |
| Жінки    | 24      | 4                  | 16               | 4                    |
| Разом    | 47      | 11                 | 31               | 5                    |